# Форино
Форино (італ. Forino) — муніципалітет в Італії, у регіоні Кампанія,  провінція Авелліно.
Форино розташоване на відстані близько 220 км на південний схід від Рима, 45 км на схід від Неаполя, 8 км на південний захід від Авелліно.
Населення — 5464 особи (2014).
Щорічний фестиваль відбувається 6 грудня. Покровитель — святий Миколай.

## Демографія
Населення за роками:

Станом на 1 січня 2023 року в муніципалітеті офіційно проживало 258 іноземців з 32 країн, серед них 86 громадян країн Євросоюзу та 22 громадяни України.

## Сусідні муніципалітети
- Брачильяно
- Контрада
- Монтефорте-Ірпіно
- Монторо-Інферіоре
- Моск'яно
- Куїндічі